# Benedicta Boccoli
Benedicta Boccoli (født 11. november 1966) er en italiensk fjernsyns- og teaterskuespillerinde.
Instruktøren Giorgio Albertazzi har betegnet hende som Artistissima. ('en stor kunstner')

## Biografi
Benedicta Boccoli blev født i Milano den 11. december 1966. Hendes søster Brigitta er også skuespiller. Han har også to brødre: Barnaby og Filippo.
Boccoli debuterede som 18-årig, og efter et par år indså hun at hun hørte bedst til på teateret.
Skuespiller og instruktør Giorgio Albertazzi kaldte hende Artistissima ('en stor kunstner') på grund af hendes præstationer. Hun har også fået flere fordelagtige anmeldelser i aviser såsom Corriere della Sera, la Repubblica, The Press, Time og La Gazzetta del Mezzogiorno.
Hver mandag skriver hun, i samarbejde med Massimiliano Giovanetti, i avisen Il Fatto Quotidiano, Cosa resterà. Det er skrevet som en dagbog forfattet af en teenager i 1980'erne.

## Film
- Gli angeli di Borsellino, filminstruktør Rocco Cesareo - 2003
- Valzer, filminstruktør Salvatore Maira - 2007
- Pietralata, filminstruktør Gianni Leacche - 2008
- Ciao Brother, filminstruktør Nicola Barnaba – 2016

## Kortfilm
- La confessione, (Tilståelsen) filminstruktør Benedicta Boccoli – 2020[8]; [9]

## Galleri
| - Benedicta Boccoli i 1988 og 2015 - Benedicta Boccoli på Teatro San Babila i Milano, 1988 - Benedicta Boccoli på San Babila torvet i Milano, 3. maj 2015 - Benedicta Boccoli spiller saxofon i 2015 - Benedicta Boccoli, Paola Bonesi og Fulvia Lorenzetti i 2015 |

## Teater
- Blithe Spirit af Noël Coward, med Ugo Pagliai og Paola Gassman - 1992/1993 -
- Cantando Cantando af Maurizio Micheli, med Maurizio Micheli, Aldo Ralli og Gianluca Guidi - 1994/1995 -
- Buonanotte Bettina, af Pietro Garinei og Sandro Giovannini 1995/1996/1997 -
- Can Can - Musical af Abe Burrows, 1998/1999 -
- Orphée aux Enfers - Opera af Jacques Offenbach - 1999 - Terpsichore
- Polvere di stelle, 2000/2001/2002
- Le Pillole d'Ercole 2002/2003/2004
- Amphitruo, af Plautus, 2004
- Stalker af Rebecca Gillmann, 2004
- Plutus af Aristofanes, 2004
- Fleur de cactus af regia di Tonino Pulci, sceneinstruktør Tonino Pulci, med Edoardo Siravo 2004/2005/2006
- Prova a farmi ridere af Alan Aykbourn, 2006
- The Tempest af William Shakespeare, - 2006 - Ariel
- Sunshine af William Mastrosimone, sceneinstruktør Giorgio Albertazzi, 2007/2008 -
- L'Appartamento, af Billy Wilder, 2009–2010
- Vite private, af Noël Coward, med Corrado Tedeschi - 2012-2013
- Dis-order af Neil LaBute, sceneinstruktør Marcello Cotugno, med Claudio Botosso - 2014
- Incubi d'Amore, af Augusto Fornari, Toni Fornari, Andrea Maia, Vincenzo Sinopoli, sceneinstruktør Augusto Fornari, med Sebastiano Somma og Morgana Forcella - 2014
- Crimini del Cuore, af Beth Henley, sceneinstruktør Marco Mattolini, med Fulvia Lorenzetti, Paola Bonesi, Cristina Fondi, Marco Casazza, Leonardo Sbragia - 2015[11]
- A Room with a View, af E. M. Forster, sceneinstruktør Stefano Artissunch – 2016
- Fleur de cactus af Pierre Barillet og Jean-Pierre Grédy, sceneinstruktør Piergiorgio Piccoli og Aristide Genovese - 2016
- Il più brutto week-end della nostra vita af Norm Foster, sceneinstruktør Maurizio Micheli - 2017-2018
- El test af Jordi Vallejo, sceneinstruktør Roberto Ciufoli - 2019-2020[12]; [13]
- Su con la vita af Maurizio Micheli, sceneinstruktør Maurizio Micheli - 2020[14]; [15]

## Fjernsyn
- Pronto, chi gioca?, instruktør Gianni Boncompagni
- Domenica In – med sin søster Brigitta Boccoli fra 1987 til 1990
- Viva Colombo, med Aldo Biscardi, 1991
- Gelato al limone - med Massimiliano Pani
- Unomattina - 1994
- Due come noi – med Wilma De Angelis - 1997
- Incantesimo
- Reality Circus - Realityshow 2006/2007

## Diskografi
- 1989 - Stella (med sin søster Brigitta Boccoli i Sanremo Music Festival)